# Nyssodrysternum spilotus
Nyssodrysternum spilotus är en skalbaggsart som beskrevs av Monné 1975. Nyssodrysternum spilotus ingår i släktet Nyssodrysternum och familjen långhorningar. Inga underarter finns listade i Catalogue of Life.